# صالح قنباز
محمد صالح بن محمود بن صالح قُنباز (1885 - 5 أكتوبر 1925) طبيب وشاعر سوري. ولد في حماه وتعلم فيها ثم درس الطب في مدرسة دمشق الطبيّة ثم سافر إلى إسطنبول يستكمل علومه الطبيّة، فعاد إلى دمشق وحاز على الشهادة منها. سافر إلى أوروبا وتخصّص في الأمراض الباطنة. كان وطنيًا ومعاديًا للانتداب الفرنسي. امتهن الطب في وطنه وأسس مدرسة دار العلوم والتربية. تميّز بجديته وتديّنه وصراحته وعفّته وبإغاثة اللهوف التي أودت بحياته. اغتيل في أيام انتفاضة حماة 1925، عندما خرج لنجدة أحد الجرحى وإسعافه فأصابه الجنود الانتداب الفرنسي برصاصتين في رأسه، وقد أطلق اسمه على مدرسة نموذجية للتعليم الابتدائي بحماة. له عدّة مؤلفات طبية ومنظومات في العبادة والإخوانيات، حرقت معظمها وبقي قليل منها.

## سيرته
ولد محمد صالح بن محمود بن صالح قنباز في حماة بولاية سورية العثمانية سنة 1885 م/ 1303 هـ ونشأ بها. لما أكمل الخامسة تولى خاله عبد القادر المطر تعليمه القرآن، وتلقى دراسته في مدرسة مفتي حماة وشيخها محمد سعيد النعسان، ثم انتقل إلى المدرسة الإعدادية، وتلقى في أوقات فراغه دروس العربية والأدب والقصة في مساجد حماة وحلقاتها العلمية.

رحل إلى دمشق في سنة 1901 وأكمل تحصيله الثانوي في مكتب عنبر، وبعد أن أتم دراسته الثانوية التحق بالمعهد الطبي بدمشق، ثم في المعهد الطبي بالأستانة/إسطنبول، وأمضى فيه السنة الثانية، ولكن ظروفه الخاصة لم تساعده على إتمام الدراسة فيه، وهناك نزل في المنتدى الأدبي وبقي ثلاثة أشهر يشتغل مع رئيسه عبد الكريم الخليل ورفاقه بالقضية الوطنية، ثم عاد إلى دمشق وأكمل الدراسة في المعهد الطبي بدمشق، وتخرج طبيباً سنة 1910 وتخصص بالأمراض الباطنية، وعاد إلى حماة.

### مهنته الطبيّة
وقد تطوع لتدريس العلوم الطبيعية في مدرسة حماة الثانوية الأميرية بعد تخرجه. في 1914 عندما أعلن النفير العام، عُيِّن برتبة رئيس في الجيش، ثم نقل طبيباً إلى مستشفى معان، ومنها إلى قرية الفرندل فالعقبـة، وزار المدينة المنورة، وله قصيدة لدى وقوفـه فيها.

ثم نُقل إلى القدس وأصيب فيها بالحمى النمشية التي كانت متفشية في الجيش العثماني، وقد تلقى أمر نفيه من جمال باشا وهو في دور النقاهة إلى مدينة سيوري حصار في ولاية أنقرة. واجتمع في بلدة في سيوري حصار بإخوة أدهم الجندي وأبناء عمه، و عُيِّن طبيباً للحكومة فيها، وبقي حتى نهاية الحرب العالمية الأولى حيث عاد إلى وطنه حماة، فعُيّن طبيباً لحكومة حماة، ثم آثر العمل الحر فاستقال منها.

### أعماله الأخرى
لقد أسس مع فريق من إخوانه النادي العربي، وانتخب رئيساً له، وأسس مدرسة دار العلم والتربية بحماة واشترك مع رفاقه الأمناء بِشراء قصر العظم الأثري بحماة، وانتقلت إليه المدرسة، وانتخب لعضوية المجلس البلدي فخدم بلده وحقق لها مشاريع عمرانية كثيرة، ثم استقال منها وانتخب عضواً في لجنة توجيه الجهات في أوقاف حماة.

في 4 نيسان/ أبريل 1923 انتخب عضواً للمجمع العلمي العربي بدمشق بإجماع الآراء، وفي 4 تشرين الثاني سنة 1924 قررت الجمعية الآسيوية في باريس انتخابه عضواً عاملاً في هيئتها المركزية، وكان ينتخب عضواً في مجلس المعارف المحلي في كل دورة، وذلك لاختصاصه بفن التعليم والتربية.

### أسفاره
في شهر تشرين الأول سنة 1923م رحل إلى فرنسا للبحث في المكتشفات الطبية الحديثة فيها، وأقام الشباب الحموي له حفلة تكريم ووداع، وقد مكث في باريس مدة عام صرفه في البحث والتنقيب العلمي. وسافر من باريس إلى مصر وتعرف إلى عظمائها وعلمائها وزار معاهدها ومكاتبها، واستشرف على آثارها، ثم واصل سفره إلى الحجاز فأدى فريضة الحج، واجتمع بملك حسين الأول، ولقي منه الحفاوة والترحيب، ثم رجع إلى حماة.

## وفاته
ولما نشبت الثورة في حماة مساء الأحد في 17 ربيع الأول 1344/ 4 تشرين الأول 1925 كان طول تلك الليلة:
| صالح قنباز                                               | ...يضمد جراح من أصيب، ولم ترقد له عين، وفي صباح يوم الإثنين خاطر بنفسه وطفق يعود الجرحى في بيوتهم، ويغدو ويروح تحت وابل الرصاص، ثم عاد عصر يوم الإثنين لبيته الكائن في حي الدباغة الملاصق لتل صفرون، ولم يكد يلبث فيه فترة حتى طوّق الجنود الفرنسيون التل المذكور وأخذوا يطلقون الرصاص على المارة وكل شخص أو شبح يتراءى لهم، وبينما كان يفكر بالحالة الحاضرة إذ سمع صراخ أحد ذوي قرباه أمام بيته يستنجد طالباً رفع ولده الذي أصيب برصاصة أصابت منه مقتلاً، فهبَّ مجيباً داعي الواجب الإنساني والطبي، ولكنه لم يكد يطل برأسه من باب بيته حتى سقط على الأرض مصاباً برصاصتين برأسه من يد فرنسي كان يرقب من يخرج من هذا البيت، فقضى نحبه لحينه، وبقيت جثته مطروحة على الأرض دون أن يجرؤ أحد على الدنو منها؛ لأن الجنود ترقب كل شبح لترميه بوابل الرصاص، ولما خفت الوطأة وأظلم الليل أدخله أهله إلى بيته، وفي الصباح لم يتمكن أحد من الرجال أن يصل إلى بيته ليحمله إلى مقر دفنه، فحملته النساء إلى زاوية آل الشرابي القريبة من بيت الفقيد فدُفن بها في ثيابه المضرجة بالدماء، ولم يشهد تشييع جنازته أحد من أصدقائه وأحبابه؛ لأنهم لا يعلمون عنه شيئاً، وفي تلك الأثناء هجم الجنود على بيت الفقيد الشهيد وحطموا الأبواب وكسروا النوافذ والصناديق والمكتبات، بعد أن ترك البيت أهله فراراً بحياتهم مدة خمسة أيام، ونهبوا كتبه ومخطوطاته النفيسة ومجموعاته التي قضى حياته في جمعها وتأليفها وتدوينها، ولما هدأت الحالة نقل جثمان الفقيد صباح يوم الخميس 8 تشرين الأول 1925م إلى مرقده الأبدي في مقبرة باب البلد، وهكذا طوى الردى أكرم روح عربية نبيلة. | صالح قنباز |
| — أدهم الجندي، تحفة الزمن بترتيب تراجم أعلام الأدب والفن | |            |

## أدبه وشعره
كان مهتمًا بالأدب العربي، وله ولع بنظم الشعر، وله منظومات شعرية في مواضيع شتى،. ذكر اسمه في معجم البابطين «ما أتيح من شعره قليل: مقطوعتان قصيرتان، إحداهما تجيء تعبيرًا عن مناهضته لما كان يقع من ظلم إبان الحكم العثماني، معرجًا على سوء إدارتهم للبلاد، وفساد تفكيرهم. أما الثانية فهي تشطير شعري على هيئة خمرية تقترب في رمزيتها من خمريات المتصوفة، فهي خمرة مطهرة لا إثم فيها. لغته طيعة، وخياله نشيط، وقد نشطت موهبته في اتجاه «الأناشيد» المدرسية التي أعانته في تحقيق رسالته التربوية.»

## حياته الشخصية
وصف بأنه كان متديناً متواضعاً، و«يكره الظهور والدعاية، يتوخى الحقيقة ويسعى لها ويجاهد في سبيلها، عاش عزباً، وكان كلما عرض عليه الزواج يأباه، غير أنه في المدة الأخيرة صمم على القران وأباح لأهله البحث عن فتاة علم وأدب ودين، ولكن المنية عاجلته، فقضى نحبه دون بلوغ أمنيته.» 

## مؤلفاته
له العديد من الرسائل والكتب المدرسية، وعدد من المحاضرات والمقالات في العلوم والتاريخ والأدب والسياسة. 